# بد بیبی
دنیل ماری برگولی (انگلیسی: Danielle Marie Bregoli) (زاده ۲۳ مارس ۲۰۰۳) که بیشتری با نام هنری خود، بدبیبی (به انگلیسی: Bhad Bhabie) شناخته می‌شود، رپر، خواننده هیپ‌هاپ و شخصیت رسانه‌ای اهل ایالات متحده آمریکا است.